# Rejon bielski

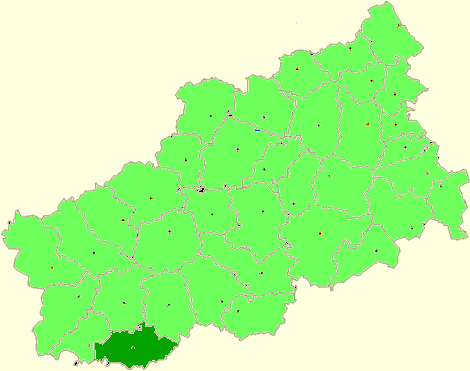
położenie rejonu w obrębie obwodu twerskiego

Rejon bielski (ros. Бельский район) – rejon w zachodniej Rosji, w obwodzie twerskim.

## Położenie
Rejon, tak jak cały obwód twerski leży we wschodniej Europie, na terenie Niziny Wschodnioeuropejskiej.
Rejon bielski leży w południowo-zachodniej części obwodu twerskiego.

## Powierzchnia
Rejon ma powierzchnię 2135 km².
Teren ten stanowi niewysoka wyżyna Wałdaj, stanowiąca część Niziny Wschodnioeuropejskiej.
Powierzchnię rejonu stanowią w 65% lasy, złożone przede wszystkim z drzew liściastych z domieszką gatunków iglastych. Na terenie rejonu, na zajmujących sporą część powierzchni obszarach podmokłych występują także skupiska roślinności bagiennej. W rejonie znajduje się pewna liczba jezior, głównie pochodzenia polodowcowego. Na terenie rejonu występują także torfowiska. Poza tym sporą część powierzchni zajmują grunty orne i pastwiska.
Przez obszar rejonu przepływają liczne drobne rzeczki i strumienie.

## Ludność
W ostatnich latach liczba mieszkańców rejonu spada w wyniku niskiego przyrostu naturalnego i emigracji zarobkowej do innych regionów Rosji, najczęściej dużych miast, zwłaszcza Moskwy.
Ponieważ wyjeżdżają głównie ludzie młodzi, średnia wieku mieszkańców rejonu jest dość wysoka.
Niemal całą populację rejonu stanowią Rosjanie. Większość ludności wyznaje prawosławie, istnieje także spora liczba niewierzących, pozostała po okresie przymusowej ateizacji za czasów Związku Radzieckiego.

## Stolica i ośrodki osadnicze
Ośrodkiem administracyjnym jest miasto Biała (Biełyj), liczące ok. 4.100 mieszkańców (1 stycznia 2005 r.). Jest ono jedynym ośrodkiem miejskim na terenie rejonu.
Poza nim na obszarze tej jednostki podziału administracyjnego znajduje się 160 punktów osadniczych – większych i mniejszych wsi, liczących od kilku do kilkuset mieszkańców.

## Gospodarka
Gospodarka rejonu, po rozpadzie ZSRR pogrążona jest w kryzysie.
Podstawowymi źródłami utrzymania dla mieszkańców rejonu jest praca w rolnictwie, przemyśle i usługach.
Głównym centrum gospodarczym i ośrodkiem przemysłowym na terenie rejonu jest jego stolica – miasto Biała (Biełyj). Znajdują się tam m.in. zakłady przemysłu lniarskiego, spożywczego,
leśnego oraz fabryka rękawiczek.
Także w innych większych ośrodkach osadniczych na terenie rejonu znajduje się drobny przemysł spożywczy, który stanowią niewielkie zakłady, zatrudniające po kilka – kilkanaście osób (jak piekarnie czy masarnie), produkujące głównie na rynek lokalny, a także niewielki przemysł włókienniczy (jak szwalnie) i budowlany.
Duże znaczenie w gospodarce rejonu odgrywa rolnictwo, któremu sprzyjają dość korzystne warunki klimatyczne i glebowe. Najczęściej uprawiane są rośliny pastewne, a także zboża, głównie pszenica i żyto, w mniejszym stopniu owies, a poza tym len, ziemniaki oraz warzywa, a także, na niewielką skalę – owoce.
Hodowla obejmuje głównie bydło, a także trzodę chlewną i drób.

## Podział administracyjny
W skład rejonu wchodzi 7 mniejszych jednostek podziału terytorialnego – osiedli (ros. поселение), spośród których 6 stanowią osiedla wiejskie (obejmujące kilkanaście – kilkadziesiąt wsi), zaś 1 to osiedle o charakterze miejskim, obejmujące ośrodek administracyjny rejonu – Biała (Biełyj).

## Klimat
W rejonie panuje klimat umiarkowany ciepły, o charakterze kontynentalnym.
Zima jest dość chłodna (średnia temperatura stycznia to ok. –7 do +9 °C), lecz niezbyt długa, zaś lato długie i ciepłe (średnia temperatura lipca to +17 – + 18 °C).
W rejonie notuje się dość wysoki poziom opadów (ok. 650 mm), głównie w postaci deszczu, którego największe nasilenie przypada na przełom lipca i sierpnia.